# Корганов, Василий Давидович
Василий Давидович Корганов (арм. Ղորղանյան /Կորգանով/ Վասիլ /Բարսեղ/ Դավթի; 1865—1934) — армянский, советский и русский музыковед, критик, публицист, пианист. Один из основоположников армянского музыкознания. Псевдонимы — БЖ., Веритасов, Veritas.

## Биография
Родился в 1865 году в Тифлисе в семье мирового судьи Закатальского отдела Тифлисской губернии. Потомственный дворянин. По происхождению армянин. Имя при рождении — Барсег Коргинян. Учился в 1-й тифлисской гимназии (1875—1878), в Тифлисском реальном училище (1878—1883). Окончил Николаевское инженерное училище в Петербурге (1883—1886). Несмотря на инженерное образование Корганов считал музыку своим истинным призванием. Занимался музыкальным самообразованием при содействии Ц. А. Кюи, преподававшего в училище фортификацию. Общение с Кюи и встречи с А. Г. Рубинштейном оказали на Корганова определяющее влияние.
После окончания инженерного училища служил во Втором Кавказском сапёрном батальоне. Вышел в отставку в 1896 году.
В 1888 году переехал в Тифлис, где вел активную общественную и публицистическую деятельность. Публиковал (с 1888) корреспонденции о музыкальной жизни, фельетоны, рецензии. Сотрудничал в журналах «Музыкальное обозрение» (1888), «Артист», «Баян», «Театр и жизнь» (1891—1905), газетах «Новое время», «Кавказ» (1892—1915), «Тифлисский листок» (1892—1913). Корганову принадлежит честь «открытия» таланта Ф. И. Шаляпина, о котором он в январе 1892 года опубликовал заметку в газете «Кавказ», после чего началась их многолетняя дружба.
Член дирекции Тифлисского отделения Русского музыкального общества, одновременно преподаватель музыкального училища при этом отделении. Женился на дочери миллионера-нефтепромышленника А. И. Манташева. Директор нефтепромышенного товарищества «Братья Мирзоевы и К°»(с 1897). Корганов организовал издание первого на Кавказе научно-художественного журнала на русском языке «Кавказский вестник», выходившего до 1905 года.
Жил за границей (1902—1904), занимаясь историей музыки и печатаясь в немецких и российских изданиях. Член Международного музыкального общества (с 1902). 
В первые годы советской власти жил за границей. Вернулся в Армению (1925). Работал в должности председателя сектора Госиздата Армении, участвовал в составлении 1-го тома Армянской энциклопедии, обрабатывал архив A. А. Спендиарова. Профессор-консультант Эриванской консерватории (с 1926). Помощник директора Государственной библиотеки Армянской ССР (1926—1930). Член Института науки и искусств Армянской ССР (с 1934). Заслуженный деятель искусств Армянской ССР (1934)
Корганов коллекционировал старинные рукописи и документы. Библиотека Корганова и коллекция автографов, среди которых — черновик отречения Наполеона, были переданы после его смерти Государственному музею литературы и искусств (ГМЛИ) Армении.
Корганов приобрёл известность как музыковед, критик и публицист. Сотрудничал со многими журналами, печатал статьи о жизни и творчестве различных композиторов — Верди, Моцарте и др. Издал и редактировал журнал «Кавказский вестник». Заслуженный деятель искусств АрмССР (1934).
Главный труд — первое на русском языке серьёзное исследование о Бетховене — биографический этюд «Бетховен», вышедший в 1900 году и основанный на письмах композитора.

## Труды
- Жизнь и сочинения Людвига ван Бетховена (Тифлис, 1888);
- Верди — биографический очерк (Москва, 1897);
- Пушкин в музыке (Тифлис, 1899);
- Музыкальное образование в России (1899);
- Моцарт (Санкт-Петербург, 1900);
- Кавказская музыка (Тифлис, 1900) — 84 с.
- Бетховен (Санкт-Петербург, 1900; переиздан в 1997).